# Paweł Wiesiołek
Paweł Wiesiołek (Wyszków, 13 agosto 1991) è un multiplista polacco.

## Biografia
Ha rappresentato la Polonia ai Giochi olimpici estivi di Rio de Janeiro 2016, dove ha raccolto 7 784 punti e si è piazzato al ventunesimo posto in classifica nel decathlon, nella gara dominata dallo statunitense Ashton Eaton.
Agli europei indoor di Toruń 2021 ha ottenuto la sua prima medaglia continentale nell'eptathlon, terminando alle spalle del francese Kévin Mayer e dello spagnolo Jorge Ureña.

## Palmarès
| Anno | Manifestazione  | Sede           | Evento    | Risultato | Prestazione | Note                                     |
| ---- | --------------- | -------------- | --------- | --------- | ----------- | ---------------------------------------- |
| 2013 | Europei U23     | Tampere        | Decathlon | 10º       | 7 547 p.    |                                          |
| 2015 | Europei indoor  | Praga          | Eptathlon | dnf       | dnf         |                                          |
| 2015 | Mondiali        | Pechino        | Decathlon | 17º       | 7 705 p.    |                                          |
| 2016 | Europei         | Amsterdam      | Decathlon | dnf       | dnf         |                                          |
| 2016 | Giochi olimpici | Rio de Janeiro | Decathlon | 21º       | 7 784 p.    |                                          |
| 2018 | Europei         | Berlino        | Decathlon | 13º       | 7 696 p.    |                                          |
| 2019 | Mondiali        | Doha           | Decathlon | 12º       | 8 064 p.    |                                          |
| 2021 | Europei indoor  | Toruń          | Eptathlon | Bronzo    | 6 133 p.    | Miglior prestazione personale            |
| 2021 | Giochi olimpici | Tokyo          | Decathlon | 12º       | 8 176 p.    |                                          |
| 2022 | Europei         | Monaco         | Decathlon | dnf       | dnf         |                                          |
| 2024 | Europei         | Roma           | Decathlon | 17º       | 7707 p.     | Miglior prestazione personale stagionale |